# Vinfredo
Vinfredo  è un nome proprio di persona italiano maschile.

## Varianti
- Maschili: Vinfrido[1]
- Femminili: Vinfreda[1], Vinfrida[1]

### Varianti in altre lingue
- Anglosassone: Winfrið[2], Vinfrið[3], Winfrith, Wynfrith
- Germanico: Winifrid[3], Winifred[3], Winefrid[3], Winfrid[3], Winfrit[3]
- Inglese: Winfred[2]
- Tedesco: Winfried[2]

## Origine e diffusione
Continua il nome anglosassone Winfrið o il suo cognato germanico Winfrid, composti dai termini win (o wine, wini, "amico", da cui anche Edvino Godwin, Gladwyn e Alvin) e frith (o frið, fridu, "pace", presente anche in Frida e Vilfredo); il significato complessivo può essere interpretato come "amico della pace", analogo per semantica a quello di altri nomi quali Pacifico e Ireneo. 
In Italia gode di scarsissima diffusione. In Inghilterra si rarificò dopo la conquista normanna, per essere poi ripreso nel XIX secolo. L'associazione con la forma inglese alterò il nome gallese Gwenfrewi, mutandolo nell'attuale Winifred.

## Onomastico
L'onomastico si può festeggiare il 5 giugno in memoria di san Bonifacio, vescovo di Magonza, evangelizzatore e martire, detto "apostolo della Germania", il cui nome alla nascita era Winfrið.

## Persone

### Variante Winfred
- Winfred King, cestista statunitense

### Variante Winfried
- Winfried Glatzeder, attore tedesco

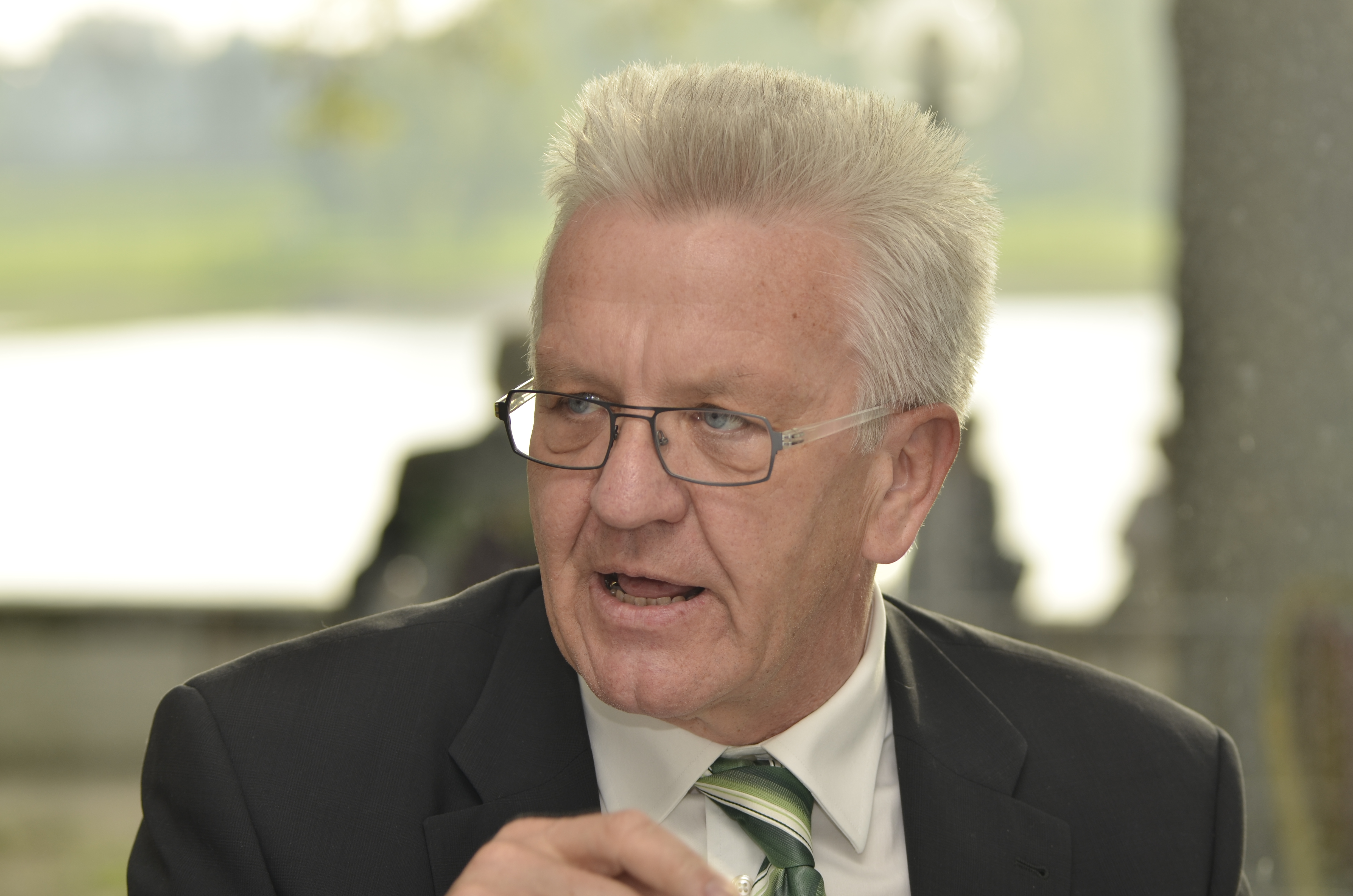
Winfried Kretschmann

- Winfried Kretschmann, politico tedesco
- Winfried Schäfer, calciatore e allenatore di calcio tedesco
- Winfried Otto Schumann, fisico tedesco
- Winfried Sebald, scrittore tedesco